# Visul Arhitectului
Visul Arhitectului (în engleză The Architect's Dream) este o pictură în ulei din 1840 creată de Thomas Cole pentru arhitectul Ithiel Town din New York. Cole a încorporat arhitectură din stilurile egiptean, greacă, romană și gotică în diferite părți ale tabloului, după ce s-a implicat anterior în arhitectură. Cole a terminat pictura în doar cinci săptămâni și a arătat-o în expoziția anuală a Academiei Naționale de Design din acel an. Totuși tabloul nu a fost bine primit de Town, care a refuzat să îl accepte, deoarece a susținut că e „exclusiv arhitectural”.
Într-o scrisoare de la sfârșitul anilor 1830, Cole a declarat că:

Pentru ca arhitectura să ajungă la perfecțiunea pe care o vedem în cele mai bune exemple ale Greciei, epocile de exprimare și gândire trebuie să fi fost necesare [pentru] ca mintea umană să fi călătorit cu grade lente de la coloana grosolană de piatră necunoscută, cum sunt structurile druidice prin portalurile uimitoare ale artei egiptene până la frumusețea de neegalat a Templului Grec ... arhitectura romană este doar greacă depravată. Formele sunt împrumutate, dar spiritul s-a pierdut și a devenit din ce în ce mai nepoliticos până când s-a scufundat în incongruențele neclintite a ceea ce se numesc veacurile întunecate ... [gotic] Arhitectura aspiră la ceva dincolo de perfecțiunea finită[.] Părăsește finalizarea filosofică a artei grecești atunci când totul este terminat la ochi și atingere și atrage imaginația. Participând la geniul creștinismului, deschide o lume dincolo de vizibilul în care locuim... Totul este înalt, aspirant și misterios. Turnurile și pinaculele sale urcă spre nori ca niște țesături aerisite. Plimbându-se vreodată în pragul imposibilului, mintea nu se oprește cu încântare satisfăcută, ci ia aripa și se înalță într-o lume imaginară. Dorurile, imaginațiile, aspirațiile înalte ale creștinismului și-au găsit expresia în piatră. 

Tabloul a fost achiziționat de Muzeul de Artă din Toledo în 1949.
Apare pe coperta cărții The Passion of the Western Mind din 1991 de Richard Tarnas.